# Lijst van voetbalinterlands Albanië - Engeland
Deze lijst van voetbalinterlands is een overzicht van alle officiële voetbalwedstrijden tussen de nationale teams van Albanië en Engeland. De landen speelden tot op heden zeven keer tegen elkaar. De eerste wedstrijd, een kwalificatiewedstrijd voor het Wereldkampioenschap voetbal 1990, werd gespeeld in Tirana op 8 maart 1989. Het laatste duel, een kwalificatiewedstrijd voor het Wereldkampioenschap voetbal 2026, vond plaats op 21 maart 2025 in Londen.

## Wedstrijden
| № | Plaats    | Datum            | Competitie           | Wedstrijd          | Uitslag |
| - | --------- | ---------------- | -------------------- | ------------------ | ------- |
| 1 | Tirana    | 8 maart 1989     | WK 1990 kwalificatie | Albanië – Engeland | 0 – 2   |
| 2 | Londen    | 26 april 1989    | WK 1990 kwalificatie | Engeland – Albanië | 5 – 0   |
| 3 | Tirana    | 28 maart 2001    | WK 2002 kwalificatie | Albanië – Engeland | 1 – 3   |
| 4 | Newcastle | 5 september 2001 | WK 2002 kwalificatie | Engeland – Albanië | 2 – 0   |
| 5 | Tirana    | 28 maart 2021    | WK 2022 kwalificatie | Albanië – Engeland | 0 − 2   |
| 6 | Londen    | 12 november 2021 | WK 2022 kwalificatie | Engeland − Albanië | 5 − 0   |
| 7 | Londen    | 21 maart 2025    | WK 2026 kwalificatie | Engeland – Albanië | 2 – 0   |

## Samenvatting
| Competitie      | Totaal gespeeld | Winst Albanië | Gelijk | Winst Engeland | Doelsaldo Albanië – Engeland |
| --------------- | --------------- | ------------- | ------ | -------------- | ---------------------------- |
| WK-kwalificatie | 7               | 0             | 0      | 7              | 1 − 21                       |
| Totaal          | 7               | 0             | 0      | 7              | 1 − 21                       |

Wedstrijden bepaald door strafschoppen worden, in lijn met de FIFA, als een gelijkspel gerekend.

## Details

### Eerste ontmoeting
| WK 1990 kwalificatie (Tirana, Albanië, 8 maart 1989): |              | |
| Albanië | 0 – 2        | Engeland |
| | goals        | 16' John Barnes 63' Bryan Robson |
| Shyqyri Rreli | bondscoach   | Bobby Robson |
| Halim Mersini Hysen Zmijani Mirel Josa Skënder Hodja Skënder Gega Fatbardh Jera Ylli Shehu Artur Lekbello Lefter Millo 75' Arben Minga Sulejman Demollari | opstellingen | Peter Shilton Gary Stevens Stuart Pearce Neil Webb Des Walker Terry Butcher Bryan Robson David Rocastle 77' Chris Waddle 77' Gary Lineker John Barnes |
| Kujtim Majaci 75' | wissels      | 77' Peter Beardsley 77' Alan Smith |

### Tweede ontmoeting
| WK 1990 kwalificatie (Londen, Verenigd Koninkrijk, 26 april 1989):                                                                                        |              | |
| Engeland | 5 – 0        | Albanië |
| Gary Lineker 7' Peter Beardsley 12' Peter Beardsley 64' Chris Waddle 72' Paul Gascoigne 88'                                                               | goals        | |
| Bobby Robson | bondscoach   | Shyqyri Rreli |
| Peter Shilton Gary Stevens 76' Stuart Pearce Neil Webb Des Walker Terry Butcher Bryan Robson David Rocastle 66' Peter Beardsley Gary Lineker Chris Waddle | opstellingen | Blendi Nallbani Hysen Zmijani Agim Bubeqi Skënder Hodja Skender Gega Fatbardh Jera Ylli Shehu Artur Lekbello Letter Millo 31' Fatmir Hasanpapa Suleiman Demollari |
| Paul Gascoigne 66' Paul Parker 76' | wissels      | 31' Alban Noga |
| - Debuut van Paul Parker (Queen's Park Rangers) voor Engeland.                                                                                            |              | |

### Derde ontmoeting
| WK 2002 kwalificatie (Tirana, Albanië, 28 maart 2001):                                                                                          |              | |
| Albanië | 1 – 3        | Engeland |
| Altin Rraklli 90+3' | goals        | 73' Michael Owen 85' Paul Scholes 90+5' Andy Cole |
| Medin Zhega | bondscoach   | Sven-Göran Eriksson |
| Foto Strakosha Altin Lala Geri Çipi Arian Xhumba Ervin Fakaj Besnik Hasi Arjan Bellai Alban Bushi Bledar Kola 82' Fatmir Vata 89' Igli Tare 90' | opstellingen | David Seaman Gary Neville 30' Sol Campbell Ashley Cole Rio Ferdinand David Beckham Paul Scholes Nicky Butt 46' Steve McManaman Andy Cole 83' Michael Owen |
| Devi Muka 82' Altin Rraklli 89' Ervin Skela 90'                                                                                                 | wissels      | 30' Wes Brown 46' Emile Heskey 83' Teddy Sheringham |
| Altin Lala 41' Besnik Hasi 51' | gele kaarten | 82' Gary Neville 87' Andy Cole |

### Vierde ontmoeting
| WK 2002 kwalificatie (Newcastle, Verenigd Koninkrijk, 5 september 2001):                                                                                     |              | |
| Engeland | 2 – 0        | Albanië |
| Michael Owen 43' Robbie Fowler 88' | goals        | |
| Sven-Göran Eriksson | bondscoach   | Sulejman Demollari |
| David Seaman Gary Neville Ashley Cole Steven Gerrard 83' Rio Ferdinand Sol Campbell David Beckham Paul Scholes Emile Heskey 55' Michael Owen Nick Barmby 64' | opstellingen | Foto Strakosha Nevil Dede Geri Çipi Arian Xhumba Ervin Fakaj 46' Besnik Hasi Edvin Murati Arjan Bellai Fatmir Vata 62' Altin Rraklli 56' Erjon Bogdani |
| Robbie Fowler 55' Steve McManaman 64' Jamie Carragher 83' | wissels      | 46' Alban Bushi 56' Igli Tare 62' Devi Muka |
| Steven Gerrard 45' | gele kaarten | 35' Edvin Murati 42' Besnik Hasi |

FSHF · A-internationals · Bondscoaches · Statistieken · Albanees vrouwenelftal · Olympisch elftal · Albanië U21 · Albanië U20 · Albanië U19 · Albanië U18 · Albanië U17 · Albanië U16
1946 – 1949 · 
1950 – 1959 · 
1960 – 1969 · 
1970 – 1979 · 
1980 – 1989 · 
1990 – 1999 · 
2000 – 2009 · 
2010 – 2019 ·
2020 – 2029
EK 2016 · EK 2024
1946 · 
1947 · 
1948 · 
1949 · 
1950 · 
1951 · 
1952 · 
1953 · 
1954 · 1955 · 1956 · 
1957 · 
1958 · 
1959 · 1960 · 1961 · 1962 · 
1963 · 
1964 · 
1965 · 
1966 · 
1967 · 
1968 · 1969 · 
1970 · 
1971 · 
1972 · 
1973 · 
1974 · 1975 · 
1976 · 
1977 · 1978 · 1979 · 
1980 · 
1981 · 
1982 · 
1983 · 
1984 · 
1985 · 
1986 · 
1987 · 
1988 · 
1989 · 
1990 · 
1991 · 
1992 · 
1993 · 
1994 · 
1995 · 
1996 · 
1997 · 
1998 · 
1999 · 
2000 · 
2001 · 
2002 · 
2003 · 
2004 · 
2005 · 
2006 · 
2007 · 
2008 · 
2009 · 
2010 · 
2011 · 
2012 · 
2013 · 
2014 · 
2015 · 
2016 · 
2017 · 
2018 ·
2019 ·
2020 ·
2021 ·
2022 ·
2023 ·
2024
Algerije ·
Andorra ·
Argentinië ·
Armenië ·
Azerbeidzjan ·
Bahrein ·
België ·
Bosnië en Herzegovina ·
Bulgarije ·
Chili ·
China ·
Cuba ·
Cyprus ·
DDR ·
Denemarken ·
Duitsland ·
Engeland ·
Estland ·
Faeröer ·
Finland ·
Frankrijk ·
Georgië ·
Griekenland ·
Hongarije ·
Ierland ·
IJsland ·
Iran ·
Israël · 
Italië ·
Joegoslavië ·
Jordanië ·
Kameroen ·
Kazachstan ·
Kosovo ·
Kroatië ·
Letland ·
Liechtenstein ·
Litouwen ·
Luxemburg ·
Malta ·
Marokko ·
Mexico ·
Moldavië ·
Montenegro ·
Nederland ·
Noord-Ierland ·
Noord-Macedonië ·
Noorwegen ·
Oekraïne ·
Oezbekistan ·
Oostenrijk ·
Polen ·
Portugal ·
Qatar ·
Roemenië ·
Rusland ·
San Marino ·
Saoedi-Arabië ·
Schotland ·
Servië ·
Slovenië ·
Spanje ·
Tsjechië ·
Tsjecho-Slowakije ·
Turkije ·
Vietnam ·
Wales ·
Wit-Rusland ·
Zweden ·
Zwitserland
Frankrijk (2016) · 
Roemenië (2016) · 
Zwitserland (2016)
FA · A-internationals · Selecties · Bondscoaches · Engels vrouwenelftal · Brits olympisch elftal · Engeland -21 · Engeland -20 · Engeland -19 · Engeland -18 · Engeland -17 · Engeland -16 · Vrouwen -17
1872 – 1899 ·
1900 – 1919 ·
1920 – 1929 ·
1930 – 1939 ·
1940 – 1949 ·
1950 – 1959 ·
1960 – 1969 ·
1970 – 1979 ·
1980 – 1989 ·
1990 – 1999 ·
2000 – 2009 ·
2010 – 2019 ·
2020 − 2029
EK's: 1968 ·
1980 ·
1988 ·
1992 ·
1996 ·
2000 ·
2004 ·
2012 · 
2016 · 
2020 · 
2024
WK's: 1950 ·
1954 ·
1958 ·
1962 ·
1966 ·
1970 ·
1982 ·
1986 ·
1990 ·
1998 ·
2002 ·
2006 ·
2010 ·
2014 ·
2018 · 
2022
Albanië ·
Algerije ·
Andorra ·
Argentinië ·
Australië ·
Azerbeidzjan ·
België ·
Bosnië en Herzegovina ·
Brazilië ·
Bulgarije ·
Canada ·
Chili ·
China ·
Colombia ·
Costa Rica ·
Cyprus ·
Denemarken ·
DDR · 
Duitsland ·
Ecuador ·
Egypte ·
Estland ·
Finland ·
Frankrijk ·
Georgië ·
Ghana ·
GOS ·
Griekenland ·
Honduras ·
Hongarije ·
Ierland ·
IJsland · 
Iran ·
Israël ·
Italië ·
Ivoorkust ·
Jamaica ·
Japan ·
Joegoslavië ·
Kameroen ·
Kazachstan ·
Koeweit ·
Kosovo ·
Kroatië ·
Liechtenstein ·
Litouwen ·
Luxemburg ·
Maleisië ·
Malta ·
Marokko ·
Mexico ·
Moldavië ·
Montenegro ·
Nederland ·
Nieuw-Zeeland ·
Nigeria ·
Noord-Ierland ·
Noord-Macedonië ·
Noorwegen ·
Oekraïne ·
Oostenrijk ·
Panama · 
Paraguay ·
Peru · 
Polen ·
Portugal ·
Roemenië ·
Rusland ·
San Marino · 
Saoedi-Arabië ·
Schotland ·
Senegal ·
Servië ·
Servië en Montenegro · 
Slovenië ·
Slowakije ·
Sovjet-Unie ·
Spanje ·
Trinidad en Tobago ·
Tsjechië ·
Tsjecho-Slowakije ·
Tunesië ·
Turkije ·
Uruguay ·
Verenigde Staten ·
Wales ·
Wit-Rusland ·
Zuid-Afrika ·
Zuid-Korea ·
Zweden ·
Zwitserland
Algerije (2010) · 
Argentinië (1986) · 
Argentinië (1998) · 
Argentinië (2002) · 
België (1990) · 
België (2018, 1) · 
België (2018, 2) · 
Brazilië (2002) · 
Colombia (1998) ·
Colombia (2018) ·
Costa Rica (2014) ·
Denemarken (2002) ·
Denemarken (2021) · 
Duitsland (2000) ·
Duitsland (2010) ·
Duitsland (2021) ·
Ecuador (2006) ·
Egypte (1990) ·
Frankrijk (1982) ·
Frankrijk (2012) ·
Frankrijk (2022) ·
Ierland (1990) · 
IJsland (2016) ·
Italië (1990) · 
Italië (2012) · 
Italië (2014) · 
Italië (2021) · 
Kameroen (1990) · 
Koeweit (1982) · 
Kroatië (2018) ·
Kroatië (2021) · 
Marokko (1986) · 
Nederland (1990) · 
Nigeria (2002) · 
Oekraïne (2012) · 
Oekraïne (2021) ·
Panama (2018) · 
Paraguay (1986) · 
Paraguay (2006) · 
Polen (1986) · 
Portugal (1986) · 
Portugal (2000) · 
Portugal (2006) · 
Roemenië (1998) ·
Roemenië (2000) ·
Rusland (2016) ·
Schotland (2021) ·
Senegal (2022) ·
Slovenië (2010) ·
Slowakije (2016) ·
Spanje (1982) ·
Spanje (2024) ·
Trinidad en Tobago (2006) ·
Tsjechië (2021) ·
Tsjecho-Slowakije (1982) ·
Tunesië (1998) ·
Tunesië (2018) ·
Uruguay (2014) ·
Verenigde Staten (2010) ·
Wales (2016) · 
West-Duitsland (1966) ·
West-Duitsland (1982) ·
West-Duitsland (1990) ·
Zweden (2002) ·
Zweden (2006) · 
Zweden (2012)